# Bürgerrechtler
Bürgerrechtler oder Bürgerrechtsaktivist ist ein Mensch, der öffentlich für Menschen- und Bürgerrechte eintritt. In demokratischen Staaten werden auch Kritiker des modernen Staates, die sich innerhalb pluralistisch strukturierter Gesellschaften in Bürgerinitiativen, Parteien und Verbänden (z. B. Gewerkschaften) artikulieren können, so bezeichnet. Beispiele für Aktivitäten von Bürgerrechtlern sind: Eintreten für das Recht auf freie Wahlen, Pressefreiheit, Versammlungsfreiheit, Datenschutz und die freie Entfaltung der Persönlichkeit.
In repressiven Staaten werden Bürgerrechtler häufig mit Schreib- oder Berufsverbot verfolgt, verhaftet, gefoltert oder sogar getötet. Auch werden Zeitungskommentare, Videos, Weblogs und sonstige Publikationen von Bürgerrechtlern in solchen Staaten zensiert. Dies ist beispielsweise in China der Fall.
Unterstützt werden Bürgerrechtler insbesondere von Menschenrechtsorganisationen wie Reporter ohne Grenzen oder Amnesty International, die Menschenrechtsverletzungen recherchieren und international öffentlichen Druck auf Verantwortliche erzeugen.

## Aufgaben
- Schutz von Menschen- und Bürgerrechten
- Verteidigung der Demokratie und demokratischer Werte
- Verantwortung für das Gemeinwesen übernehmen